# 上州七日市站
36°15′30.95″N 138°52′28.82″W / 36.2585972°N 138.8746722°W
上州七日市站（日语：／ Jōshū Nanokaichi eki */?）位於群馬縣富冈市七日市，屬於上信電鐵上信線的車站。

## 車站結構
- 為單式1面1線的地面車站。
- 廁所為水洗式。

## 使用情況
- 2016年度1日平均上車人員為217人。

| 上車人員推移 | 上車人員推移 |
| 年度         | 1日平均人数  |
| ------------ | ------------ |
| 2007         | 267          |
| 2008         | 274          |
| 2009         | 287          |
| 2010         | 294          |
| 2011         | 296          |
| 2012         | 279          |
| 2013         | 243          |
| 2014         | 226          |
| 2015         | 213          |
| 2016         | 217          |

## 車站周邊
- 群馬縣立富岡高等學校（日语：群馬県立富岡高等学校）
- 公立七日市病院
- 旧七日市藩（日语：七日市藩）藩邸
- 国道254号

## 歴史
- 1912年（明治45年）4月25日 - 七日市站開業[1]
- 1921年（大正10年）12月17日 - 車站更名為上州七日市站。
- 2019年（令和元年）7月23日 - 完成站房整修工事與車站周邊整備事業[2]。

站名來源於前田利家第五子前田利孝建立的旧七日市藩。

## 相鄰車站
上信電鐵
上信線
西富岡－上州七日市－上州一之宮